# Бад Зекинген
Бад Зекинген (њем. Bad Säckingen) град је у њемачкој савезној држави Баден-Виртемберг. Једно је од 32 општинска средишта округа Валдсхут. Према процјени из 2010. у граду је живјело 16.859 становника. Посједује регионалну шифру (AGS) 8337096.

## Географски и демографски подаци
Бад Зекинген се налази у савезној држави Баден-Виртемберг у округу Валдсхут. Град се налази на надморској висини од 291 метра. Површина општине износи 25,3 km². У самом граду је, према процјени из 2010. године, живјело 16.859 становника. Просјечна густина становништва износи 665 становника/km².

## Међународна сарадња
| Мјесто      | Држава     | Врста сарадње | Од    |
| ----------- | ---------- | ------------- | ----- |
|             | Швајцарска | партнерство   | 1988. |
| Белокурича  | Русија     | пријатељство  | 2010. |
| Нагај       | Јапан      | партнерство   | 1983. |
| Сантерамо   | Италија    | партнерство   | 1983. |
|             | Француска  | партнерство   | 1973. |
| Пуркенсдорф | Аустрија   | партнерство   | 1973. |
| Извор       |            |               |       |